# Begonia lailana
Espèce
Begonia lailana est une espèce de plantes de la famille des Begoniaceae.
Elle a été décrite en 2003 par Ruth Kiew (1946-…) et Connie Geri.